# 和人地
和人地（日语：／），又称松前地（まつまえち），主要是指日本早期现代以和人为主的北海道渡岛半岛南部地区，与蝦夷（阿伊努人）居住的蝦夷地相对。